# Інтернет в Ірані
У 1992 Іран став другою країною на Близькому Сході, підключеної до Інтернету, і з тих пір уряд докладає значних зусиль для розвитку інформаційно-комунікаційної інфраструктури в країні. Національна інфраструктура підключення до Інтернету Ірану базується на двох основних мережах: телефонної мережі загального користування (ТМЗК) і загальної мережі передачі даних. ТМЗК забезпечує зв'язок Інтернет-провайдерів з кінцевими користувачами головним чином по цифрових лініях, а також підтримує модемні з'єднання. Компанія з передачі даних Ірану, дочірня компанія Телекомунікаційна компанія Ірану, управляє передачею даних загального користування.

## Історія
Створення інфраструктури Інтернет в Ірані почалося завдяки компанії IPM, заступником директора якої був доктор Сіаваш Шахшані. Зв'язок з глобальною мережею спочатку було встановлено через мережу BITNET завдяки членству Ірана в EARN (яка пізніше реорганізувалася в Транс'європейську Асоціацію науково-освітніх мереж — TERENA). Перша виділена лінія в 9600 бод зв'язала Іран з Віденським університетом в січні 1992. Перший лист по e-mail з Ірану — привітанням від директора IPM, доктора Ларіджані, адміністрації Віденського університету. Ця лінія пізніше перетворилася в повноцінний Інтернет-ресурс на 500 IP-адрес в країні із статусом Ірану як вузла Класу С. Основними користувачами Інтернету на перших порах були науковці та співробітники іранських НДІ.
Дослідження показують, що у Ірану є плани по створенню так званого «національного Інтернету», сегмента мережі, відокремленого від решти Всесвітньої Мережі, подібного до того, який використовується в Північній Кореї, з метою запобігти потраплянню небажаної для влади інформації користувачам всередині країни. М'янма і Куба також використовують аналогічні системи. У липні 2013 міністр інформаційно-комунікаційних технологій Мохаммад Хасан Нами повідомив, що в Ірані розроблено вітчизняний сервіс електронної пошти, покликаний стати альтернативою іноземним поштовим службам, таким як Gmail або Yahoo. Кожному жителю країни було присвоєно окрему адресу e-mail.

## Правовий статус
Інтернет-інфраструктура розвивалася в Ірані дуже швидко. Перше публічне використання Інтернету в країні датується в 1995-му, коли студенти змогли користуватися Інтернетом через консоль віддаленого доступу. Після цього в країні почався лавиноподібний попит на доступ до Інтернету. До 2000 в країні з'явилася маса Інтернет-кафе, які були підключені до Інтернету через супутникові тарілки, розміщені навколо багатьох міст.
Відкриття доступу до Інтернету і швидке зростання числа сайтів на фарсі спонукали уряд Ірану ввести закони, що регламентують доступ до Мережі та цензуру вмісту сайтів. У травні 2001 вищий керівник Ірану Алі Хаменеї видав указ під назвою «Політика щодо комп'ютерних мереж», в якому розпорядився «зробити доступ до глобальних інформаційних мереж тільки через уповноважених осіб». Після цього Вища Рада культурної революції Ірану також прийняла ряд постанов, що закріпили контроль над Інтернетом в руках держави. Нове законодавство стверджує, що всі Інтернет-провайдери та Інтернет-кафе повинні отримати ліцензію від уряду. Крім того, всі провайдери повинні встановити і використовувати системи фільтрації контенту, щоб «заблокувати доступ до аморальних, політично шкідливим та інших небажаних сайтів» і фіксувати діяльність користувачів, надаючи інформацію про них в Міністерство ІКТ. Надана інформація повинна бути схвалена Міністерством інформації, Управлінням юстиції і поліцією.
Щоб отримати ліцензію Інтернет-провайдера, заявник повинен бути громадянином Ірану, лояльним Конституції, сповідувати офіційну релігію країни і не перебувати в будь-яких незаконних організаціях. Інтернет-провайдери не можуть без ліцензії використовувати будь-який код для обміну інформацією або пропонувати будь-які додаткові послуги (наприклад, IP-телефонію). Приватні особи обох статей, які бажають відкрити Інтернет-кафе, повинні бути одружені. Нове законодавство також регламентує вміст вебсайтів. Вважається злочином публікація в Інтернеті будь-якого матеріалу, що суперечить або ображає ісламську доктрину, цінності іранської революції, думки імама Хомейні, Конституцію Ірану, що ставить під загрозу національну єдність країни, що створює позитивний імідж незаконних організацій, розголошувати секретну інформацію, що містить рекламу куріння, що звинувачує або ображає чиновників.
31 грудня 2002 уряд Ірану видав «Декрет про конституційний комітет, що відповідає за визначення несанкціонованих сайтів», в якому вказується, що «з метою захисту ісламської та національної культури створюється комітет у складі представників Міністерства інформації, Міністерства культури та ісламської орієнтації, радіомовлення ісламської Республіки Іран, Вищої ради культурної революції для визначення і передачі в Міністерство інформаційних і телекомунікаційних технологій Ірану критеріїв несанкціонованих вебсайтів». Список сайтів, сформований цим комітетом, додається до списку вебсайтів, які піддаються цензурі.